# Base de submarinos de Saint-Nazaire

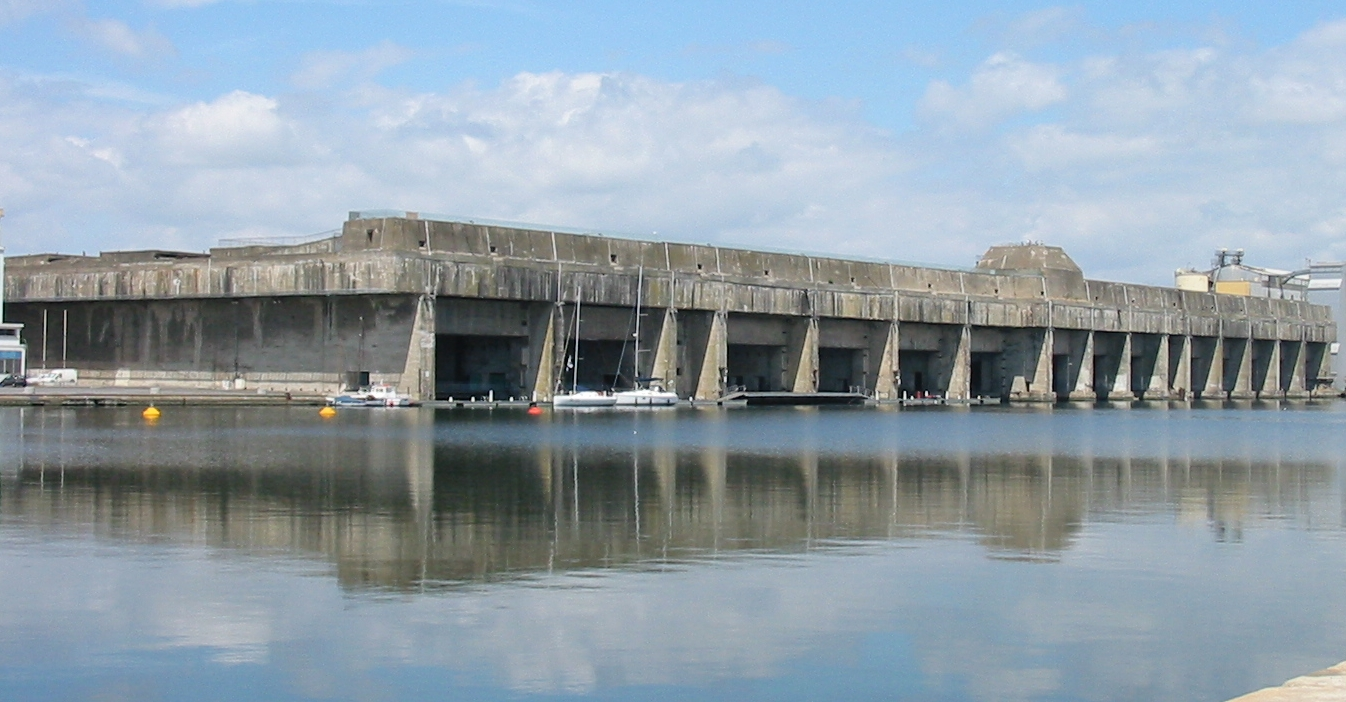
Base de Saint-Nazaire en el año 2005

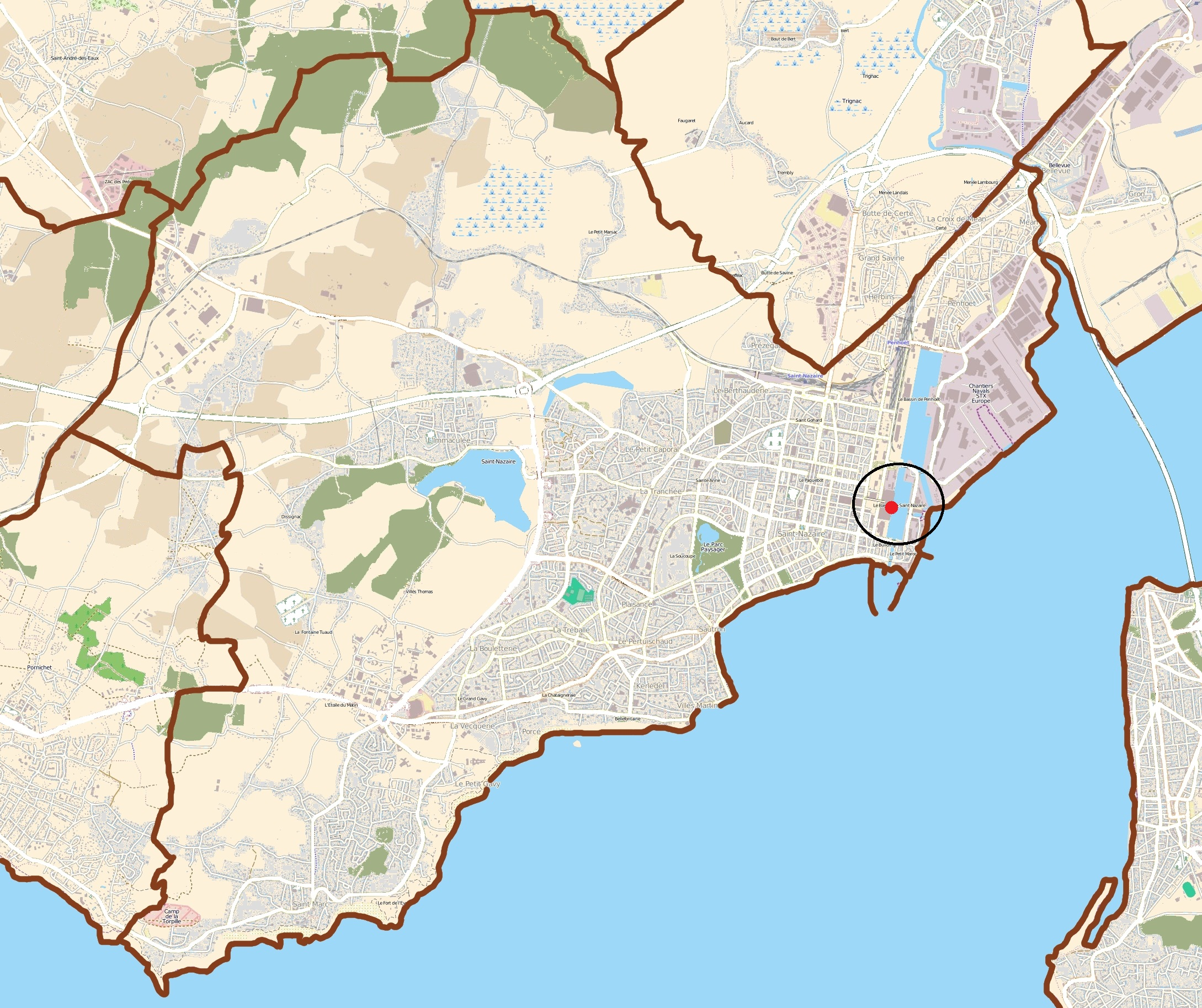
Mapa de la ciudad de Saint-Nazaire donde se detalla la localización de la base de submarinos

La base submarina de Saint-Nazaire fue una de las cinco bases para el albergue y abastecimiento de submarinos (llamados por los alemanes U-Boote) construidas en la Costa Atlántica en el marco de la Segunda Guerra Mundial por la Alemania nazi durante la ocupación de Francia.
Antes del inicio de la Segunda Guerra Mundial, Saint-Nazaire era uno de los mayores puertos franceses en su salida al Atlántico.
La Wehrmacht llegó a Saint-Nazaire en junio de 1940. El primer submarino alemán en llegar al puerto de la ciudad fue el U-46 de la 7ª Unterseebootsflottille el 29 de septiembre de 1940.
Un equipo de la Organización Todt inspeccionó el puerto en diciembre de 1940 descubriendo las facultades que este poseía para albergar una futura base submarina con el objetivo de que los U-Boote en su camino al Atlántico estuvieran más protegidos ante los ataques ingleses, además de ahorrarse el paso por el peligroso Canal de la Mancha. La obra fue encargada al ingeniero Probst.
La base fue construida en varias fases por la Organización Todt. La primera etapa empezó su ejecución en febrero de 1941 con la construcción de las células 6,7 y 8 (las células guardan cierta similitud con lo que sería una especie de garaje submarino), finalizando en junio de ese mismo año. Entre julio de 1941 y enero de 1942 fueron construidas las células 9, 10, 11, 12, 13, 14 y 15 y hasta el 2 de junio de 1942 de la 1 a la 5. Por último, entre junio y diciembre de 1943 se construyeron varios anexos y otros puestos. Todos estos trabajos requirieron el trabajo de entre 1502 y 3166 trabajadores. Entre finales de 1943 y finales de 1944 se construyeron varios diques y fortificaciones para proteger a los submarinos a lo largo del estuario del Loira.
La base tenía una longitud de unos 300 m de longitud x 130 m de ancho y unos 18 metros de altura, ocupando una superficie de más de 39 000 metros cuadrados, con un volumen de hormigón y hormigón armado en torno a 480 000 metros cúbicos, que junto con el granito, era el componente mayoritario empleado en su construcción.
El espesor de la cubierta era de unos 8 metros. La componían 4 capas : la 1ª consistía en 3 metros y medio de hormigón armado, en 2º lugar se usaba hormigón y granito con 35 cm de espesor, en tercer lugar se usaba de nuevo hormigón armado con un espesor de 1,70 m y en 4º lugar se usaba el llamado Fangrost, que consistía en la superposición de vigas cruzadas entre sí de 1,80 y 1,40 m de altura. Las defensas se organizaban en el techo, contando con cañones de tanque de 20 mm, cúpulas blindadas con nidos de ametralladoras y distintos búnkeres de ametralladoras y morteros M19.
La base contaba con 14 células numeradas. Las primeras 8 eran un dique seco de 92 m de largo x 11 de ancho y del 9 al 14 eran muelles con capacidad cada uno para albergar 2 submarinos. La base también estaba equipada con 62 talleres mecánicos, almacenes, oficinas, 92 habitaciones para la tripulación, 20 estaciones de bombeo, 4 cocinas, 2 panaderías, 2 plantas de energía propias e incluso una sala de operaciones médicas.

## Galería de imágenes

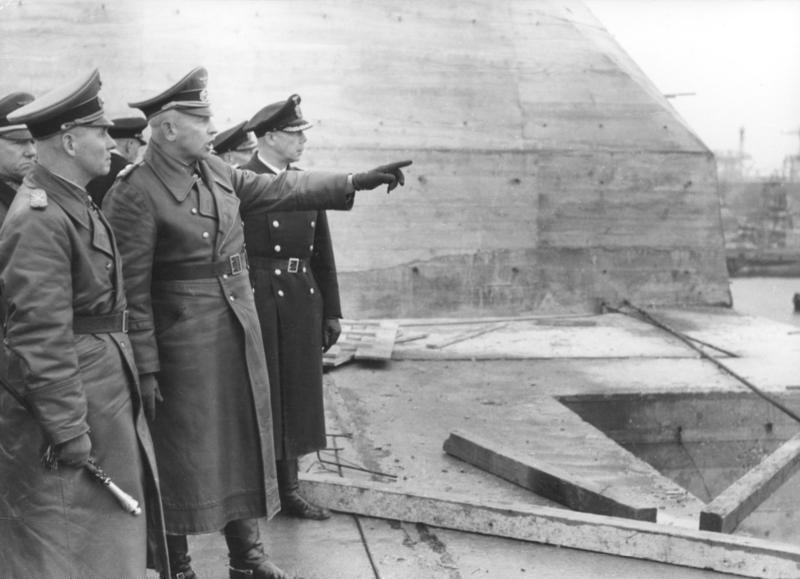
Erwin Rommel en una visita a la base el 18 de febrero de 1944
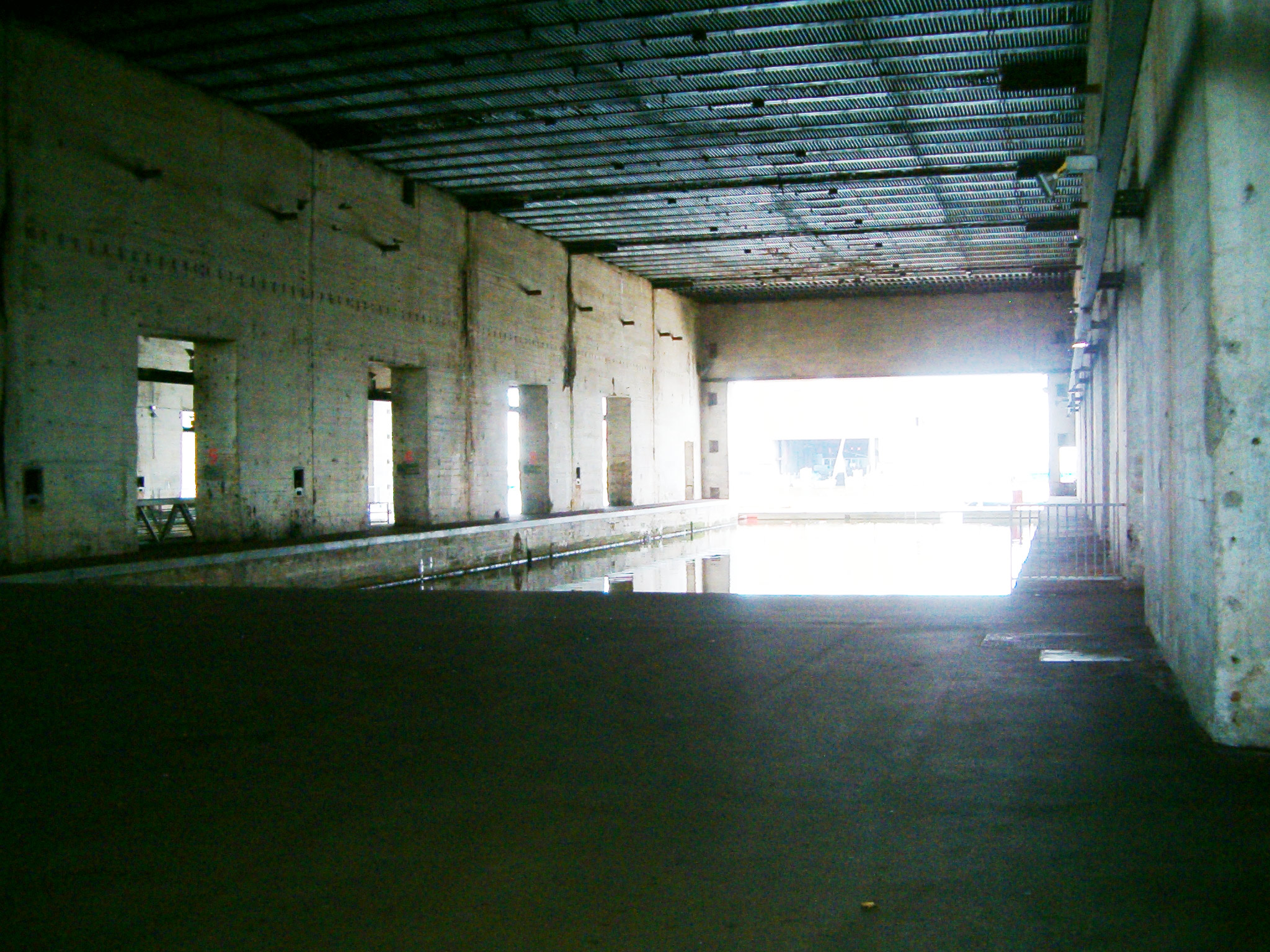
Conservación de una de las células en la actualidad
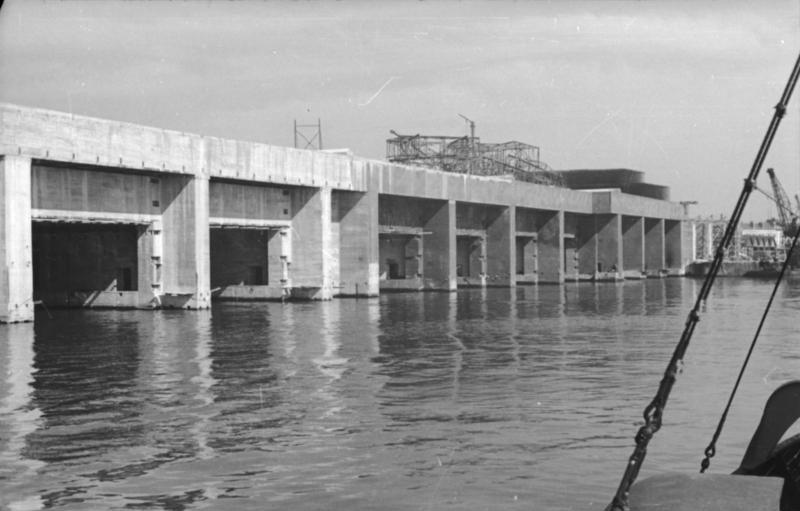
La base en construcción en 1942
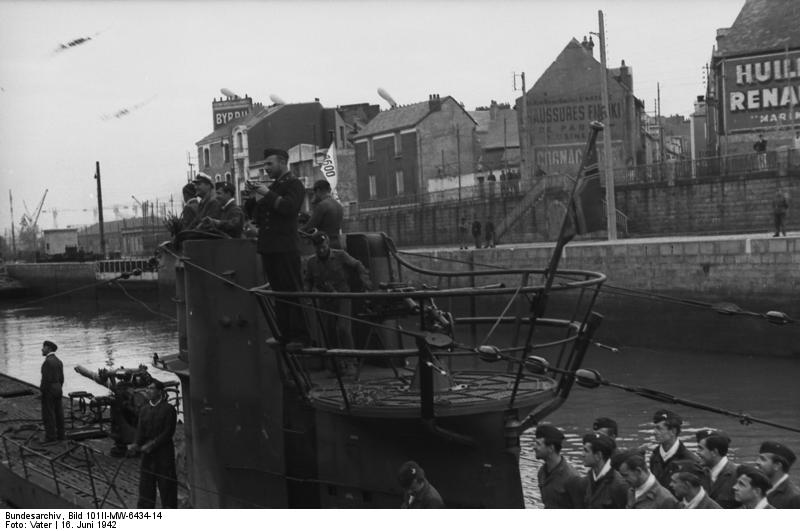
Llegada de un submarino alemán a la base